# Pozděchov
Pozděchov este o arie protejată (arie specială de conservare — SAC, sit de importanță comunitară — SCI) din Republica Cehă întinsă pe o suprafață de 0,36 ha, integral pe uscat.

## Localizare
Centrul sitului Pozděchov este situat la coordonatele 49°14′14″N 17°59′05″E / 49.237222°N 17.984722°E.

## Înființare
Situl Pozděchov a fost declarat sit de importanță comunitară în aprilie 2005 pentru a proteja 1 specie de animale. Situl a fost protejat și ca arie specială de conservare în decembrie 2013.

## Biodiversitate
Situată în ecoregiunea continentală, aria protejată nu include niciun habitat protejat.
La baza desemnării sitului se află o specie protejată de  nevertebrate: Vertigo angustior.